# カルディ
カルディ（Kaldi）はコーヒーの苗木を見つけたとされる、エチオピアの伝説的な山羊飼いの名前。彼が主人公のこの話は、コーヒーの起源や、どのようにイスラム圏、さらには世界に広まったかを説明する説話として、根強い人気を誇っている。

## 伝説
カルディはある日、薮に生えている赤い実を食べた自分の山羊の群れが活発になり飛び跳ねているのを目撃し、自分でもその果実を齧ってみた。すると途端に陽気な気分になったため、近くのイスラームの修道院の僧侶のところへ持参した。しかしその僧侶は果実を使用することを認めず、火に投げ入れてしまった。するとそこから心惹かれるような芳香が漂ってきた。焙煎された豆は残り火から直ぐさま掻き集められ、熱湯に溶かされ、これが世界で最初のコーヒーとなった。

### 分析
この話の初出はマロン派の東洋言語学者アントニー・ファウスト・ナイロニの著書『コーヒー論：その特質と効用』（1671年）であり、創作神話であると考えられている。
エチオピアの羊飼いカルディと飛び跳ねる羊の群れの伝承は、西洋の文学で頻出するコーヒー発祥の物語であるが、イスラーム神学者がアラビア半島西岸と狭い海峡一つで隔てられているエチオピアでコーヒーと出会ったという確実視できる伝説を面白く装飾したものである。

## 影響
現代において"カルディ・コーヒー"や"Kaldi's Coffee"の名前は世界中の喫茶店やコーヒー会社に広く採用されている。

## 脚註
1. ↑  A similar version after Nairon, without the name of "Kaldi" and sited in Yemen, is recounted in Miguelonne Toussaint-Samat, Anthea Bell, tr. A History of Food 2nd. ed. 2008, "Coffee in Legend" pp 532-34.
2. ↑  Noted by H. F. Nicolai, Der Kaffee und seine Ersatzmittel: Volkshygienische Studie, (Brunswick, 1901) ch. 1 "Geschichtliches über den Kaffee" p. 4 note 1.
3. ↑  Weinberg, Bennett Alan; Bealer, Bonnie K. (2001). The World of Caffeine: The Science and Culture of the World's Most Popular Drug. Psychology Press. ISBN 978-0-415-92722-2, page 3
4. ↑  一例としてKaldi - Wholesale Gourmet Coffee Roasters, Kaldi's Coffee Roasting Company, Kaldi's Coffee House, or a Google search for "Kaldi". All accessed 12 September 2006.